# Намаккал (округ)
Намаккал (англ. Namakkal) — округ в индийском штате Тамилнад. Образован 25 июля 1996 года из части территории округа Салем. Административный центр — город Намаккал. Площадь округа — 3429 км². По данным всеиндийской переписи 2001 года население округа составляло 1 493 462 человека. Уровень грамотности взрослого населения составлял 67,4 %, что выше среднеиндийского уровня (59,5 %). Доля городского населения составляла 36,5 %.